# Mistrzostwa Polski w Boksie 1991
62. Mistrzostwa Polski w boksie mężczyzn odbyły się w dniach 21-24 marca 1991 roku w Słupsku.

## Medaliści
| Kategoria:                        | Złoto:                              | Srebro:                                   | Brąz:                                                                         |
| waga papierowa (do 48 kg)         | Leszek Olszewski (GKS Jastrzębie)   | Rafał Niedbalski (Olimpia Poznań)         | Jarosław Piasecki (Zagłębie Konin) Piotr Zając (Concordia Knurów)             |
| waga musza (do 51 kg)             | Bogdan Jendrysik (Walka Zabrze)     | Krzysztof Wróblewski (Igloopol Dębica)    | Dariusz Werbliński (Turów Zgorzelec) Stefan Zając (Start Elbląg)              |
| waga kogucia (do 54 kg)           | Robert Ciba (Walka Zabrze)          | Jerzy Ciechanowski (Gwardia Warszawa)     | Piotr Doliński (Zagłębie Konin) Mariusz Dziembowski (Hetman Białystok)        |
| waga piórkowa (do 57 kg)          | Grzegorz Jabłoński (Legia Warszawa) | Jacek Bielski (Start Elbląg)              | Mariusz Gortat (Start Elbląg) Dariusz Kasprzak (Zagłębie Konin)               |
| waga lekka (do 60 kg)             | Dariusz Snarski (Hetman Białystok)  | Piotr Marcinkowski (Gwardia Warszawa)     | Robert Engel (Turów Zgorzelec) Aleksander Toczek (Victoria Jaworzno)          |
| waga lekkopółśrednia (do 63,5 kg) | Dariusz Czernij (Igloopol Dębica)   | Jerzy Ziętek (Olimpia Poznań)             | Adam Lejkam (Legia Warszawa) Jacek Mizia (??)                                 |
| waga półśrednia (do 67 kg)        | Wiesław Małyszko (GKS Jastrzębie)   | Arkadiusz Sikora (Walka Zabrze)           | Dariusz Kaim (Stal-Stocznia Szczecin) Henryk Rychłowski (Stoczniowiec Gdańsk) |
| waga lekkośrednia (do 71 kg)      | Jan Dydak (Czarni Słupsk)           | Dariusz Wasiak (Igloopol Dębica)          | Tomasz Borowski (Gwardia Warszawa) Andrzej Włodarczyk (Carbo Gliwice)         |
| waga średnia (do 75 kg)           | Robert Buda (Gwardia Wrocław)       | Zbigniew Górecki (GKS Jastrzębie)         | Janusz Jakimow (Walka Zabrze) Tomasz Miałkowski (KSZO Ostrowiec)              |
| waga półciężka (do 81 kg)         | Henryk Petrich (Legia Warszawa)     | Jan Koprukowniak (Stal-Stocznia Szczecin) | Piotr Kuźma (Zagłębie Konin) Janusz Roter (Victoria Jaworzno)                 |
| waga ciężka (do 91 kg)            | Paweł Pyra (Walka Zabrze)           | Wojciech Bartnik (Gwardia Wrocław)        | Krzysztof Buczkowski (Stoczniowiec Gdańsk) Krzysztof Rojek (Igloopol Dębica)  |
| waga superciężka (powyżej 91 kg)  | Henryk Zatyka (Zagłębie Konin)      | Zbigniew Ejsmont (FAM Chełmno)            | Piotr Jurczyk (Sztorm Szczecin) Andrzej Stodolny (Turów Zgorzelec)            |